# Rəcəb Fərəczadə
Rəcəb Fərəczadə (19 dicembre 1980) è un ex giocatore di calcio a 5 ed ex calciatore azero.

## Carriera
Atleta duttile, per buona parte della carriera ha alternato il calcio e il calcio a 5. Con la Nazionale maschile di calcio a 5 dell'Azerbaigian ha preso parte a tre edizioni del campionato europeo, raggiungendo nell'edizione del 2010 il quarto posto.